# 歩兵第26連隊
歩兵第26連隊（ほへいだい26れんたい、歩兵第二十六聯隊）は、大日本帝国陸軍の連隊のひとつ。

## 沿革
- 1899年（明治32年）12月1日 - 北海道札幌郡月寒村（現・札幌市豊平区）にて第1大隊が編成される
- 1900年（明治33年）

11月 - 旭川に転営
11月15日 - 連隊本部が上川郡旭川町に新設された旭川衛戍地に開庁。
12月22日 - 軍旗拝受
- 1901年（明治34年） - 連隊の編成が完了する
- 1904年（明治37年） - 日露戦争に従軍
- 1917年（大正6年）4月 - 満洲駐剳
- 1918年（大正7年）9月 - シベリア出兵に従軍、チタに進出
- 1919年（大正8年） - 帰還
- 1920年（大正9年） - 北部沿海州に派遣される
- 1921年（大正10年）7月 - 帰還
- 1932年（昭和7年） - 満洲事変に出動、熱河作戦などに参加
- 1934年（昭和9年） - 帰還するも再度動員される
- 1935年（昭和10年） - 熱河省の警備を終えて帰還
- 1938年（昭和13年） - 北部満洲の警備のためチチハルにいたが、徐州会戦に参加

7月 - 張鼓峰事件
- 1939年（昭和14年）5月 - ノモンハン事件に参加
- 1942年（昭和17年） - 北海支隊が編成され、アメリカ合衆国アラスカ州のアッツ島へ向かう。
- 1943年（昭和18年） - 北海支隊、アッツ島で総員玉砕。
- 1944年（昭和19年） - 東支隊が編成され北部千島列島に移駐の後に帯広に移動
- 1945年（昭和20年）

8月15日 - 終戦
9月 - 北海道札幌郡豊平町（現・札幌市豊平区）の月寒神社境内にて軍旗奉焼。本連隊は創立の地で46年の歴史の幕を閉じた。

## 歴代連隊長
| 代 | 氏名         | 在任期間              | 備考                                        |
| -- | ------------ | --------------------- | ------------------------------------------- |
| 1  | 太田貞固     | 1900.10.31 - 1902.5.5 |                                             |
| 2  | 沢井直三郎   | 1902.5.5 -            | 中佐、1902.9.25死去                         |
| 3  | 吉田新作     | 1902.5.5 - 1904.12.5  | 少佐・心得、1902.9.29中佐、戦死・大佐に特進 |
| 4  | 丹羽剛       | 不詳 - 1906.1.20      | 中佐                                        |
| 5  | 黒沢源三郎   | 1906.1.20 -           |                                             |
| 6  | 柳下重勝     | 1907.11.13 - 1909.4.1 |                                             |
| 7  | 横地長幹     | 1909.4.1 - 1911.9.6   |                                             |
| 8  | 竹内方山     | 1911.9.6 - 1914.8.10  |                                             |
| 9  | 井上一次     | 1914.8.10 - 1916.8.18 |                                             |
| 10 | 磯林直明     | 1916.8.18 -           |                                             |
| 11 | 川田明治     | 1919.4.15 - 1920.2.21 |                                             |
| 12 | 北村千代太郎 | 1920.2.21 -           |                                             |
| 13 | 中村直蔵     | 1923.8.6 -            |                                             |
| 14 | 国分習也     | 1925.5.1 -            |                                             |
| 15 | 大野要       | 1926.3.2 -            |                                             |
| 16 | 三坂隆精     | 1929.2.15 -           |                                             |
| 17 | 佐藤正       | 1931.8.1 -            |                                             |
| 18 | 高木義人     | 1933.3.18 -           |                                             |
| 19 | 川浪清吉     | 1935.3.15 -           |                                             |
| 20 | 森本伸樹     | 1936.8.1 -            |                                             |
| 21 | 須見新一郎   | 1938.7.15 -           |                                             |
| 22 | 宮崎周一     | 1939.10.2 -           |                                             |
| 23 | 内田辰雄     | 1940.10.6 -           |                                             |
| 末 | 山口定       | 1944.11.27 -          |                                             |